# Ahti Sonninen

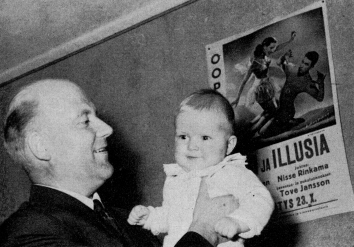
Ahti Sonninen med sin yngste son, 1955.

Ahti Sonninen, född 11 juli 1914 i Kuopio landskommun (nu Siilinjärvi), död 28 juli 1984 i Helsingfors, var en finsk tonsättare och dirigent.

## Biografi
Sonninen studerade vid Kajana seminarium åren 1931–1936. Samtidigt studerade han privat musikteori och komposition för seminarieledare och musiklärare Martti Hela. Han arbetade som lärare i Karttula i tre år, samtidigt som han fortsatte att studera musik i Helsingfors under ledning av kompositören Eino Linnala.
Sonninen gjorde sin militärtjänstgöring 1937–1938 i Kexholm och tjänstgjorde i  både på vinter- och fortsättningskriget i Karelen. 
Kriget var relevant för Sonninens livsverk. Han blev intresserad av karelska folkets poesi och började skriva sånger som han hämtat från folkets historia. Under fortsättningskriget arbetade Sonninen i det av finländarna dominerade Äänislinna (Petrozavodsk) som lärare, ledde arbetet för körer och orkestrar, samt upprättade en musikskola i staden. Mellan 1943 och 1944 var han musikansvarig vid Olonetsky radio.
Åren 1957–1977 arbetade Sonninen som lektor vid Sibelius-Akademins, skolmusikavdelning. Han tjänstgjorde också som rektor vid Östra Helsingfors musikinstitut 1965–1984. Han tilldelades Pro Finlandia-medaljen 1961.
Sonninen var en av Finlands mest produktiva tonsättare, och var mycket mångsidig i sitt arbete: han har komponerat orkesterverk, pianomusik, körverk, skådespelsmusik, sångcykler, solosånger och andlig musik. Dessutom har han komponerat musik för flera filmer, speciellt den berömda av Edvin Laine regisserade Okänd soldat. De filmkompositionerna meriterade honom två gånger till Jussipriset 1950 och 1957.
Bland Sonninens kompositioner märks också orkestersviten Symfoniska skisser, scenmusiken till Aleksis Kivis Sju bröder, samt en balettsvit över Kokkos Jorden och vingarna, Pessi ja Illusia.